# Кони Конвърс
Кони Конвърс (на английски: Connie Converse) e американска музикантка, активна в Ню Йорк през 50-те години на миналия век. Работата ѝ е сред най-ранните известни записи на певци-текстописци.
Конвърс напуска семейния дом през 1974 г. в търсене на нов живот и никога не е видяна отново. Музиката ѝ до голяма степен е неизвестна, докато не е пусната в радиопредаване през 2004 г. и издадена в албума How Sad, How Lovely през март 2009 г.

## Биография
Конвърс е родена в Лакония, Ню Хампшър през 1924 г. Тя израства в Конкорд в строго семейство баптисти. Завършва гимназия в Конкорд, където спечелва осем академични награди, включително академична стипендия в Колеж Маунт Холоки в Масачузетс. След двегодишно следване, тя напуска колежа и се премества в Ню Йорк.

## Кариера
През 50-те години на 20 век Конвърс работи в печатницата на академията в Ню Йорк. Първоначално живее в Гринуич Вилидж, но по-късно пребивава в района на Хелс Кичън. Започва да се нарича Кони, прякор, който получава в Ню Йорк. Започва да пише песни и да ги изпълнява пред приятели, носейки със себе си китара. През това време тя започва да пуши и пие, навици, които се противопоставят на нейното строго баптистко възпитание, нейните все още религиозни родители не приемат музикалната ѝ кариера, а нейният баща умира, без да е чул нито една от песните на Кони.
Единственото известно публично представяне на Конвърс е кратко телевизионно интервю през 1954 г. в The Morning Show на CBS. До 1961 г. (същата година, в която Боб Дилън се премества в Гринуич Вилидж), Конвърс е разочарована, опитвайки се да продаде музиката си в Ню Йорк. През същата година се премества в Ан Арбър, Мичиган, където брат ѝ Филип е професор по политология в Мичиганския университет. Работи като секретарка, а след това като писател и мениджър редактор на списанието Journal of Conflict Resolution през 1963 г. След като се премества в Мидуест, Конвърс престава да пише нови песни.

## Личен живот
Кони Конвърс е изключително потайна за личния си живот. Тя отговаря на въпросите за личния си живот с „да“ или „не“. Нейният брат Филип казва, че е възможно тя да е била лесбийка, въпреки че никога не е потвърждавала или отричала това. Нейният племенник, Тим Конвърс, твърди, че няма доказателства, че Кони някога е имала романтична връзка през целия си живот. Семейството ѝ също така отбелязва, че Кони е употребявала все повече и повече алкохол и цигари към последните си години, живееща в Мичиган.

## Изчезване
През 1973 г. Конвърс е в тежка депресия. Офисите на The Journal of Conflict Resolution, който означава много за нея, се местят от Мичиган в Йейл, в края на 1972 г., след като са „продадени на търг“ без нейното знание. Нейните колеги и приятели събират пари, за да финансират шестмесечно пътуване до Англия за нея с надеждата да подобрят настроението ѝ, без никакъв успех. Майката на Кони настоява тя да отиде с нея на пътуване до Аляска, като тя отива насила. Нейното недоволство от пътуването изглежда допринася за решението ѝ да изчезне.
През 1974 г., тя си събира вещите и заминава със своя Volkswagen Beetle. Събитията в живота ѝ след нейното изчезване остават неизвестни. Няколко години след като Кони си тръгва, някой казва на Филип, че е видял в телефонен указател името „Елизабет Конвърс“ или в Канзас, или в Оклахома, но той никога не е проучва това. Около 10 години след като тя изчезва, семейството наема частен детектив с надеждата да я намери. Детективът обаче казва на семейството, че дори и да я намери, е нейно право да изчезне и не може просто да я върне обратно. Оттогава семейството зачита нейното решение да си тръгне и престава да я търси. Филип подозира, че тя може да е извършила самоубийство - като например, да скочи с колата си в езеро, но истинската ѝ съдба остава неизвестна.

## Дискография
- How Sad, How Lovely (2009)
- Connie's Piano Songs (2014)
- How Sad, How Lovely (2015)

## Публикации
- Converse, Elizabeth, A Posteditorial, Journal of Conflict Resolution 16 (1972), 617-619.
- Converse, Elizabeth, "The War of All against All: A review of The Journal of Conflict Resolution, 1957-1968", Journal of Conflict Resolution 12 (1968), 471-532.